# Nobel, Zaricine
Nobel (în ucraineană Нобель) este localitatea de reședință a comunei Nobel din raionul Zaricine, regiunea Rivne, Ucraina.

## Demografie
Componența lingvistică a localității Nobel
     Ucraineană (99,72%)
     Alte limbi (0,28%)
Conform recensământului din 2001, majoritatea populației localității Nobel era vorbitoare de ucraineană (99,72%), existând în minoritate și vorbitori de alte limbi.